# Х-55

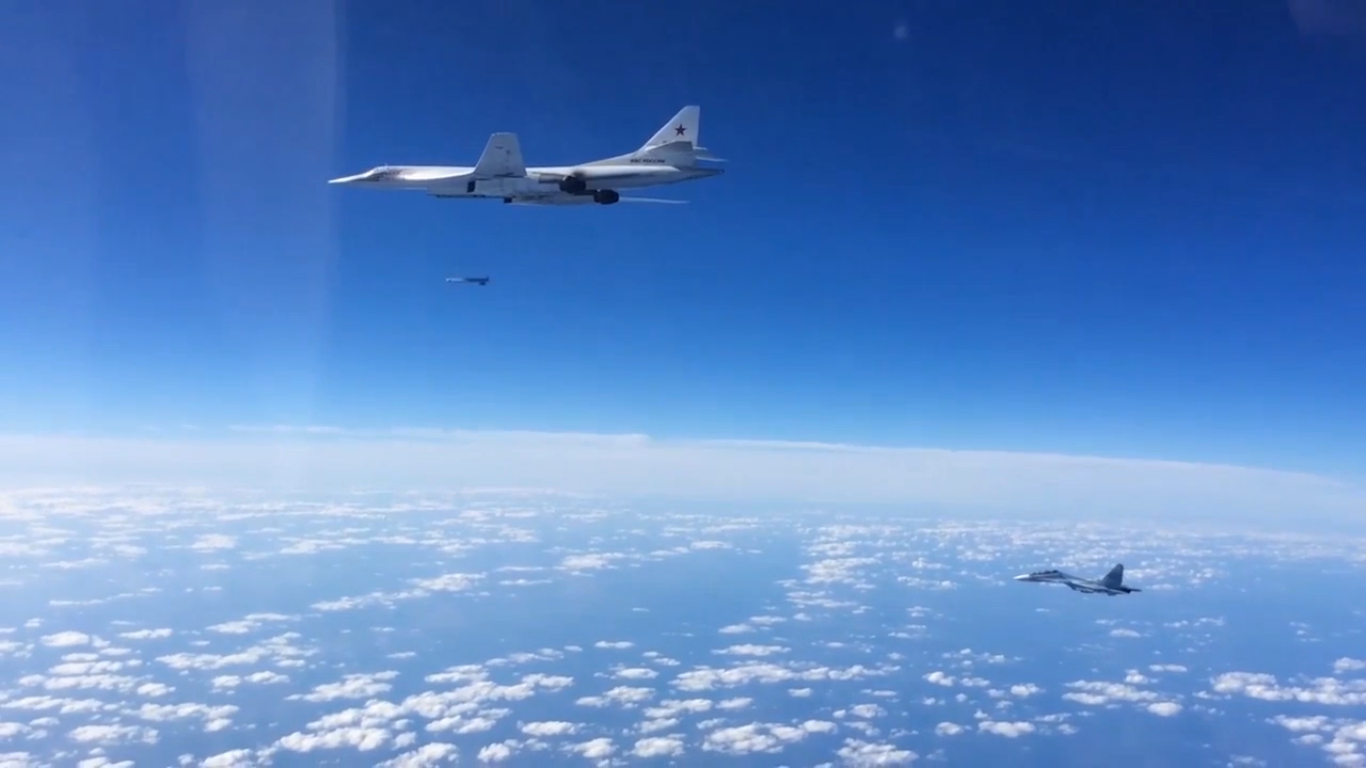
Пуск ракеты с имитатором термоядерного заряда.

Х-55 (произносится как «Ха-55») («изделие 120», общеизвестное название — РКВ-500) — советская стратегическая авиационная крылатая ракета, разработанная в дубненском МКБ «Радуга» под руководством И. С. Селезнёва в конце 1970-х — начале 1980-х годов для вооружения стратегических бомбардировщиков.
Совершает полёт на дозвуковых скоростях на предельно малых высотах с огибанием рельефа местности. Предназначена для применения против стратегически важных стационарных наземных целей с заранее известными координатами.
Носителями Х-55 являются стратегические бомбардировщики Ту-95, Ту-160.
Х-55 — первая в СССР крылатая ракета с полностью цифровым оборудованием.

## История
В 1971 году с инициативой о создании новой малогабаритной маловысотной дозвуковой крылатой с ядерной боевой частью ракеты дальнего радиуса действия выступило руководство МКБ «Радуга». Несмотря на первоначальное неприятие, в 1976 году правительство СССР приняло постановление о срочном создании такого ракетного комплекса. МКБ «Радуга» была поручена разработка таких ракет для авиации, которая получила обозначение Х-55. Сборка первых экспериментальных образцов «изделия 120» начались в Дубне уже в начале 1978 года, но из-за высокой загрузки дубненского производства выпуском Х-22 было принято решение о развёртывании производства Х-55 на Харьковском авиапромышленном объединении (ХАПО). На первых порах там выпускались отдельные части ракеты, с передачей их на досборку в Дубну, но впоследствии был налажен выпуск изделия полностью.
В марте 1978 года Министерством авиационной промышленности во исполнение постановления правительства было принято решение о разворачивании серийного производства КР на ХАПО, то есть, ещё до завершения испытаний. Первая серийная Х-55 из установочной партии, полностью собранная на ХАПО, была передана заказчику 14 декабря 1980 года. Носителем новых ракет было принято решение сделать самолёты Ту-160 и модернизированные Ту-95. Первый пуск серийной Х-55 был произведён 23 февраля 1981 года. Из первых 12 пусков только 1 закончился неудачей, из-за отказа электрогенератора ракеты. Испытания проводились на полигоне 929-го ГЛИЦ и на базе НИИАС в Фаустово. Освоение нового комплекса было начато в 1223 ТБАП в Семипалатинске. Уже в феврале 1983 полк начал отработку запуска ракет.
31 декабря 1983 г. комплекс воздушного базирования в составе Х-55 и самолёта-носителя Ту-95МС был официально принят на вооружение. В 1984 году на испытаниях была достигнута дальность 2500 километров, была подтверждена высокая точность этих ракет.
В декабре 1986 года производство Х-55 на ХАПО было свёрнуто и перенесено на завод им. ХХ партсъезда в городе Киров (ныне АО «ВМП „АВИТЕК“»). Некоторые агрегаты также стали выпускаться на Смоленском авиазаводе.

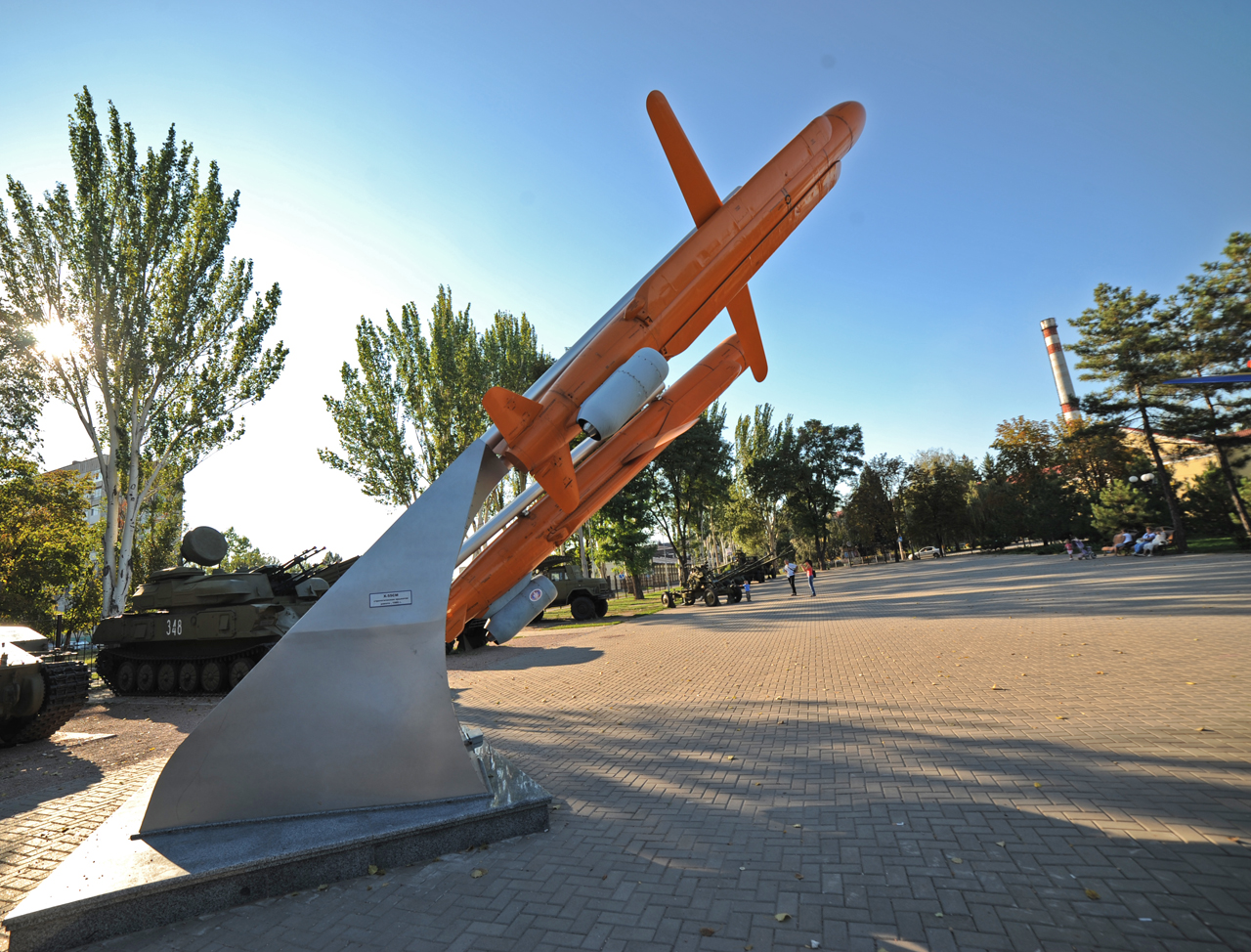
Х-55СМ

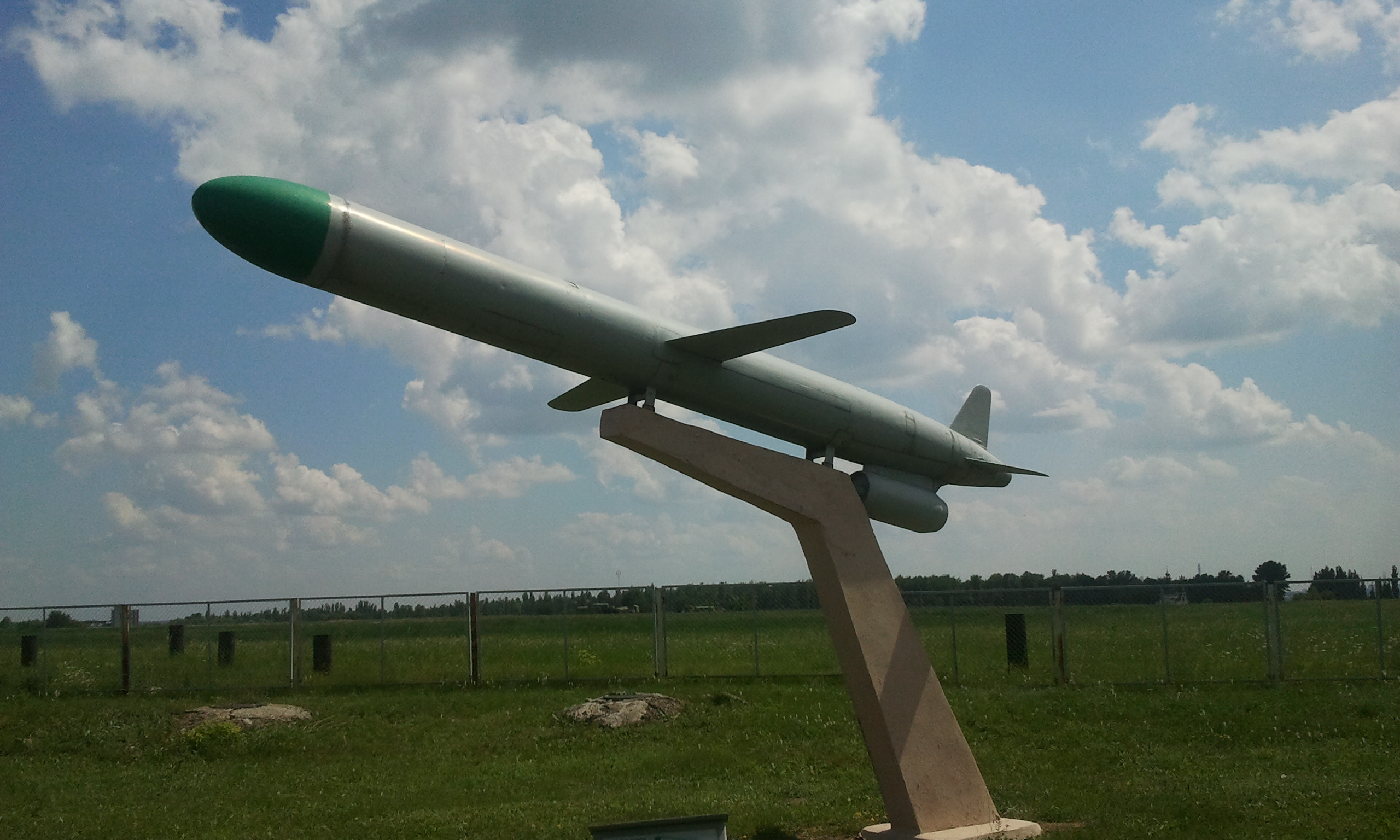
Х-55

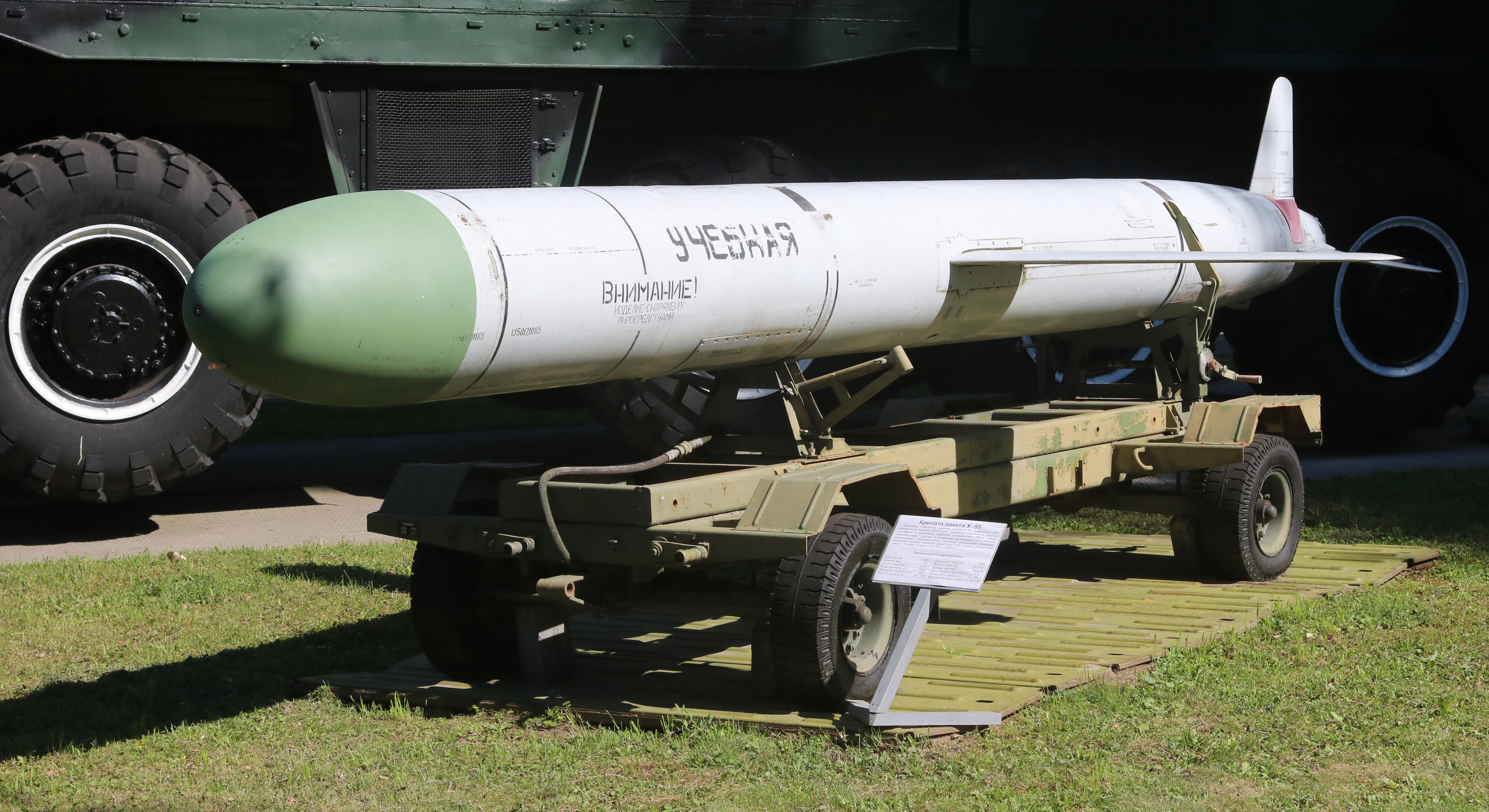
Х-55

## Особенности конструкции
Ракета построена по нормальной аэродинамической схеме, имеет тонкостенный сварной корпус из алюминиево-магниевого сплава АМг-6, большая часть внутреннего объёма которого представляет собой топливный бак. Крыло, оперение и носовой обтекатель выполнены из композиционных материалов. Стабилизатор и крыло до пуска ракеты находятся в сложенном состоянии и раскрываются при помощи пиропатронов уже после срабатывания катапультного пускового устройства.
| ТТХ двигателя |            |
| Р95-300       |            |
| Тяга          | 300—350 кг |
| Длина         | 850 мм     |
| Диаметр       | 315 мм     |
| Вес           | 95 кг      |

Изначально на ракету планировалась установка двухконтурного турбореактивного двигателя ТРДД-50 (изделие 36). После ряда испытаний в серию пошёл двигатель Р95-300 (изделие 95), разработанный НПО «Союз», и изготовления Запорожского моторостроительного завода.
Двигатель размещён в хвостовой части ракеты на специальном пилоне, выдвигающемся из корпуса вниз перед запуском. Раскрутка двигателя осуществляется пиростартёром.
В качестве топлива на КР используется «децилин Т-10» — токсичное синтетическое горючее, созданное специально для этого двигателя. На обычных авиационных видах топлива типа Т-1 или ТС двигатель Р95-300 максимальной мощности не развивает. Так как Т-10 чрезвычайно текучая жидкость, при проектировании ракеты было уделено особое внимание герметичности топливной системы. Эта технология была разработана и серийно применялась в Харькове, на ХАПО. Кировское предприятие долго не могло освоить эту технологию.
При своих небольших размерах Р95-300 обеспечивает весовую отдачу 3,68 кгс/кг, что соответствует весовой отдаче ТРД боевых самолётов. Двигатель имеет автоматическую электронно-гидравлическую систему управления, обеспечивающую изменение его режимов и регулировку тяги в процессе полёта ракеты.
Ракета Х-55 оснащена автономной автокорреляционной инерциальной системой наведения, комплексированной с системой коррекции траектории по рельефу местности. Закладываемая в ракету перед пуском программа полёта содержит элементы цифровой карты рельефа местности по маршруту полёта. В процессе полёта бортовая система управления БСУ-55 сравнивает контрольные точки на этой карте с реальными показаниями высотомера и выдачу при необходимости соответствующих команд на корректировку курса.
Так как полёт на максимальную дальность продолжается достаточно долго, для питания аппаратуры ракеты не подходят одноразовые аккумуляторные батареи. На двигателе ракеты установили электрогенератор РДК-300 мощностью 4 кВт.
Специально для ракеты была разработана малогабаритная боевая часть с термоядерным зарядом мощностью 200—500 Кт, что, при заданном круговом вероятном отклонении не более 100 метров гарантировало поражение цели.
В связи со слабостью корпуса ракеты её подвеска на многопозиционной катапультной установке (МКУ) осуществляется на 4 узла подвески.

## Технические характеристики
Источник
| Параметр                             | Х-55                                | Х-55СМ                              | Х-555                               |
| ------------------------------------ | ----------------------------------- | ----------------------------------- | ----------------------------------- |
| Длина, м                             | 5,88                                | 6,04                                | 6,04                                |
| Диаметр корпуса, м                   | 0,514                               | 0,77                                | 0,77                                |
| Размах крыльев, м                    | 3,1                                 | 3,1                                 | 3,1                                 |
| Стартовый вес, кг                    | 1195                                | 1455*                               | 1280 (1500**)                       |
| Масса боевой части, кг               | 410                                 | 410                                 | 410                                 |
| Мощность боевой части, кт ТНТ        | ~ 200—500                           | ~ 200—500                           | ~ 200—500                           |
| Дальность полёта, км                 | 2500                                | 3500                                | 2000***                             |
| Двигатель                            | ТРДД Р95-300 / ТРДД-50 (изначально) | ТРДД Р95-300 / ТРДД-50 (изначально) | ТРДД Р95-300 / ТРДД-50 (изначально) |
| Скорость полёта, км/ч                | 720—830                             | 720—830                             | 720—830                             |
| Высота пуска, м                      | 200—12000                           | 600—12000                           | 200—12000                           |
| Высота полёта на маршевом участке, м | 40—110                              | 40—110                              | 40—110                              |
| Точность (КВО), м                    | до 100                              | до 20                               | до 20                               |

* В т.ч. 260 кг топлива в конформных топливных баках.

** В т.ч. 220 кг топлива в конформных топливных баках.

*** Без конформных топливных баков.

## Модификации
Ракета Х-55 авиационного базирования существует в следующих модификациях:
- Х-55 — базовый вариант;
- Х-55ОК («изделие 121») — модификация, оснащённая корреляционно-экстремальной оптико-электронной системой коррекции, обеспечивающей корректировку траектории ракеты на основе сравнения полученного от оптической системы изображения местности с эталонным, хранящимся в БЦВМ (аналог американской системы DSMAC);
- Х-55СМ («изделие 125», РКВ-500Б) — вариант с увеличенной за счёт установки накладных конформных баков до 3500 км дальностью полёта. На вооружение принята в 1987 году;
- Х-65 — тактическая модификация Х-55 с неядерной боевой частью, может применяться с борта тяжёлых истребителей против кораблей[6];
- Х-65СЭ — противокорабельная модификация Х-65.
- Х-555 — глубокая модификация ракеты Х-55 с улучшенной системой управления, в которой помимо инерциально-доплеровской системы, обеспечивающей коррекцию инерциальной навигационной системы по данным сравнения измеренной радиовысотомером высоты рельефа местности с цифровым эталоном, используется также оптико-электронная система коррекции и спутниковая навигация. Эти меры позволили добиться КВО порядка 20 м. Оснащается кассетной боевой частью, либо многофакторной (осколочно-фугасно-зажигательной), массой 410 кг. Увеличение массы БЧ привело к снижению запасов топлива и уменьшению до 2000 км дальности полёта ракеты. С конформными топливными баками дальность пуска увеличена до 2500 км.

## Современное состояние
В 1999 году Украина передала России в качестве оплаты за поставку природного газа 575 ракет Х-55 и Х-55СМ. По данным расследования "Радио Свобода", как минимум десять из этих ракет использовались для ударов по Украине в 2022-2023 годах. Три из ранее переданных ракет украинская ПВО сбила в 2023 году в Киеве и области, ещё одна Х-55, в конце 2022 года попала в многоквартирный жилой дом в Киеве и одна ракета попала в дом в Киевской области.
НПО «Сатурн» совместно с Омским Моторостроительным Конструкторским Бюро начиная с 2000 года вело работы по восстановлению производства (для замены двигателей Р95-300) и ремонту «изделия 36». В частности, в крупносерийное производство запущены модификации базовой модели ТРДД-50 — двигатели ТРДД-50А и ТРДД-50АТ. В Омском Моторостроительном Конструкторском Бюро разработали и наладили выпуск ещё одной модификации — двигателя ТРДД-50Б («Изделие 37»).
В настоящее время на обоих предприятиях идёт активный выпуск различных модификаций двигателя ТРДД-50. Кроме того, продолжается активный процесс модернизации старых и разработки новых перспективных крылатых ракет, где используется ТРДД-50.

## Обвинения в незаконном экспорте
Между тем[чем?] в ходе следствия[какого?], о результатах которого поведал СМИ Святослав Пискун, выяснилось, что в 2000 году в Китай были проданы шесть ракет Х-55СМ, а в 2001 году — также шесть ракет Х-55 и комплект проверочного оборудования КНО-120 — в Иран. За эти коммерческие операции гендиректор фирмы «Укравиазаказ» Владимир Евдокимов в 2005 году получил по приговору суда 6 лет лишения свободы. Ещё два фигуранта уголовного дела — экс-глава «Укрспецэкспорта» Валерий Малеев и австралиец Хайдер Сарфраз — погибли в странных автокатастрофах. Их сообщник, российский бизнесмен Олег Орлов, в феврале 2006 года был экстрадирован на Украину из Чехии, и через год был найден убитым в киевском СИЗО. Четвёртый фигурант, украинский бизнесмен Сергей Петров, в январе 2004 года был взорван в своём автомобиле в ЮАР.
Однако 18 марта 2005 года генеральная прокуратура Украины опровергла сообщение Financial Times об экспорте Украиной 18 крылатых ракет в Иран и Китай в 2001 году. Представитель прокуратуры Вячеслав Астапов в интервью Би-Би-Си сказал, что генпрокурор Пискун сообщал о контрабанде ракет, к которой были причастны российские граждане, а не об их экспорте, и что это дело уже год как находится в суде.
Официальные Пекин и Тегеран опровергли факт покупки КР Х-55. При этом МИД Исламской Республики заявил, что не имеет документального подтверждения сделки с Украиной. Однако представитель иранской оппозиционной группировки NCRI Алиреза Джафарзаде утверждает, что две из шести доставшихся Тегерану ракет подверглись реверсивному инженерному анализу и на их основе была создана технология производства собственных КР. Оборонные предприятия, по словам оппозиционера, уже её освоили. Однако эксперты скептически оценивают заявление Джафарзаде, поскольку противники «режима аятолл» известны своей склонностью преувеличивать его возможности.

## Боевое применение
С 17 ноября 2015 года в рамках военной операции России в Сирии стратегические ракетоносцы Ту-95МС и Ту-160 стали наносить массированные удары крылатыми ракетами Х-555 и Х-101 по объектам Исламского государства.
| Дата       | Ракета | Количество | Носитель        | Цель               |
| ---------- | ------ | ---------- | --------------- | ------------------ |
| 17.11.2015 | Х-555  | 8          | Ту-95МС         | Боевики ИГ в Сирии |
| 18.11.2015 | Х-555  | 8          | Ту-160          | Боевики ИГ в Сирии |
| 19.11.2015 | Х-555  | 5          | Ту-95МС         | Боевики ИГ в Сирии |
| 20.11.2015 | Х-555  | 6+8        | Ту-95МС, Ту-160 | Боевики ИГ в Сирии |

В 2022 году Х-55 и её модификация Х-555 использовались в ходе вторжения России в Украину, так, Х-555 использовалась в ходе ракетного удара по международному аэропорту в Виннице

## Аналоги
- Х-101
- Циркон (3М22)
- Калибр (крылатая ракета)
- BGM-109 «Томагавк»
- AGM-86 ALCM
- AGM-129 ACM
- AGM-158 JASSM